# Aleix Paleòleg
Aleix Paleòleg (en grec:  Ἀλέξιος Παλαιολόγος; mort el 1203) fou un funcionari romà d'Orient de la noble família dels Paleòlegs, gendre de l'emperador Aleix III Àngel, el qual el va destinar a ser el seu successor després de la seva mort, però va morir abans. Fou un membre actiu en la supressió de diverses revoltes i disturbis contra l'emperador. A través de la seva filla, va ser un dels avantpassats dels Paleòleg que van ser emperadors romans d'Orient.

## Biografia
Pertanyia a una família rica coneguda per ser funcionaris civils i militars al servei de l'Imperi Romà d'Orient. El pare d'Aleix, va ser probablement sebast i gran hetaireiarca Jordi Paleòeg, fill o net de l'home de confiança de l'emperador Aleix I Comnè, anomenat igual Jordi Paleòleg. A través de la seva àvia, Aleix compartia sang amb la família dels Comnens.
Vers el 1198], Aleix va ser escollit per l'emperador Aleix III Àngel, que no tenia descendència masculina, per casar-se amb la seva filla Irene. Aquesta era vídua d'Andrònic Contostefano. Aleix Paleòleg es va haver de divorciar de la seva primera esposa, el nom de la qual es desconeix, per casar-se amb la princesa. La boda es va celebrar la primavera del 1199. Aleix va rebre el títol de dèspota. Al mateix temps, la segona filla de l'emperador, Anna, també vídua, es va casar amb Teodor Làscaris, que més endavant va fundar l'Imperi de Nicea.
Poc després, tots dos gendres imperials van anar a Tràcia, juntament amb el general Manuel Camitzes, per aturar el rebel Ivanko. Durant aquesta campanya, en el setge de Kritzimos, el pare d'Aleix va morir assassinat. La campanya va fracassar quan les forces romanes d'Orient van quedar atrapades en una emboscada i Camitzes va ser capturat. Aquest èxit va engrescar Ivanko, que va reclamar llavors el títol imperial. En la primavera del 1200, l'emperador Aleix III Àngel va fingir tenir voluntat d'iniciar negociacions i va enviar Aleix Paleòleg per trobar-se amb el rebel, però llavor el van fer captiu. Aleix li havia donat promesa solemne de seguretat durant les negociacions, però quan Ivanko va aparèixer al campament imperial, va ser arrestat i executat. Pel febrer d'aquell mateix any, a Aleix el van cridar per sufocar els avalots que van esclatar a Constantinoble en protesta contra la malversació de les donacions de caritat que havia fet el funcionari de presons Joan Lagos. Una gran multitud havia pres el control de les presons de la capital, les van obrir i es van enfrontar als guàrdies de l'emperador, que en aquell moment estava a Crisòpolis. Aleix Paleòleg, comandant les tropes, va reprimir la revolta, sense poder evitar que hi hagués nombroses baixes entre la ciutadania.
El juliol del 1201, Aleix va ser fonamental en la repressió de l'intent de cop d'estat liderat per Joan Comnè el Gras. Després que els rebels s'haguessin apoderat de la major part del palau, l'emperador va enviar Aleix Paleòleg amb tropes i embarcacions per arribar a la muralla de Blaquernes per la costa oriental de la ciutat. Allà es va trobar amb la guàrdia del palau i tots plegats van desallotjar els partidaris de l'usurpador de l'edifici,el qual també van capturar i decapitar. El febrer del 1201 o 1202, Aleix va ser ferit quan la tenda imperial on estava es va ensorrar a causa d'un terratrèmol, però el mateix estiu ja devia estar recuperat, ja que va dirigir la campanya que va sotmetre la rebel·lió del governador Joan Spiridonaces a Macedònia oriental, el qual es va veure forçat a fugir cap a Bulgària.
Aleix va morir el 1203, quan encara no era massa vell, i per causes naturals segons narra Teodor Escutariota. La mort es va produir abans de la deposició i fugida del seu sogre, Aleix III Àngel, poc després de l'arribada dels croats a Constantinoble.

## Matrimoni i descendència
Del seu matrimoni amb Irene, la filla gran de l'emperador Aleix III Àngel, va tenir una filla anomenada Teodora, que es va casar amb el megas domesticos Andrònic Paleòleg, fill del megadux Aleix Paleòleg (d'una branca diferent de la família Paleòloga) i d'Irene Comnè. La seva filla li va donar molts nets, el més destacat va ser Miquel, que va ser primer emperador de Nicea el 1259 i emperador romà d'Orient el 1261.